# Liste der Geotope im Landkreis Meißen
Diese Liste enthält die Geotope im Landkreis Meißen.

| Name                                                             | Bild           | Geotop ID | Gemeinde / Lage | Beschreibung | Schutzstatus |
| ---------------------------------------------------------------- | -------------- | --------- | --- | --- | ------------ |
| Ehemaliger Steinbruch Boselspitze                                | weitere Bilder | 491       | Coswig 500 m westlich Sörnewitz, innerhalb des FND "Boselgebiet" | Dresdner Elbtalweitung, Elbezone Aufschluss, aufgelassener Steinbruch Biotitmonzogranit bzw. Biotitgranodiorit; mittel- bis kleinkörnig, hellbläulich bis hellrötliche Farbe; am Südwesthang stark gequetscht und zerklüftet (vermutlich im Zusammenhang mit einer Verwerfung) | FND          |
| Findling "Riesenstein"                                           |                | 608       | Diera-Zehren In kleinem Feldgehölz am Feldweg östlich des Mühlweges, 1,1 km nördlich des Dorfes und 500 m südöstlich der Taschenmühle | Mittelsächsisches Lößgebiet, Elbezone Aufschluss, Findling Riesenstein, isolierter großer Findlingsblock von Gangquarz, daneben zwei kleinere Blöcke, im umgebendebn Feldgehölz weitere Geschiebe aus nordischem Kristallin, Blockumfang des großen Blockes 12 m, Blockhöhe 1,5 bis 2,1 m                                                                                           | ND           |
| Endmoräne der Saalekaltzeit, Niedermuschütz am Eckardsberg       |                | 628       | Diera-Zehren Eckardsberg bei Naundorf nordwestlich Niedermuschütz | Elbezone Relief / Landschaft, Moräne (?), Sander Der Eckardsberg besteht aus Sanden und Kiesen (Quarz, Kieselschiefer, reichlich nordisches Material, Feuersteine, Sandsteine, Basalt); Rest der saalekaltzeitlichen Endmoräne (?), Sanderbildungen vor der Stauchlage Schwochau-Obermuschütz                                                                                       | unbekannt    |
| Buntsandstein von Niedermuschütz (Steinbrüche am Eckardtsberg)   |                | 556       | Diera-Zehren | Elbezone Aufschluss Steinbrüche völlig verrollt und verwachsen; das anstehende Gestein ist nur noch in Form von Lesesteinen zu erkennen | unbekannt    |
| Blockfeld Heidengräber                                           |                | 609       | Diera-Zehren Golkwald zwischen Sandweg und Raupenbergweg, 1,0 km südöstlich Löbsal und 0,8 km nordwestlich Taschenmühle | Elbezone Aufschluss, Findlinge Ca. 50 größere Steinblöcke sind über einen Hügel mit der Bezeichnung "Heidengräber" verstreut; Reste herausgewitterten Gangquarzes aus dem Meißner Massiv, historischer Versammlungsort, Blöcke auf 40 x 70 m verteilt, Blockhöhen ca. 1 m | ND           |
| Ehemaliger Steinbruch an der Karpfenschänke (Steinrbruch Reuter) |                | 493       | Diera-Zehren, Karpfenschänke Südlich der Karpfenschänke, auf der rechten Elbseite, an der Straße Meißen-Nünchritz | Mittelsächsisches Lößgebiet, Elbezone Aufschluss, aufgelassener Steinbruch Im Biotitgranodiorit des Meißner Massivs feinkörniger, dunkler Mikrodiorit-Gang (Lamprophyr: Spessartit), geringe Mächtigkeit; basisches Ganggestein; Biotit fehlt oder nur spurenweise vorhanden; heute existiert der Steinbruch nicht mehr, auf dem Gelände befindet sich eine Kraftfahrzeug-Werkstatt | ND           |
| Göhrischfelsen                                                   | weitere Bilder | 544       | Diera-Zehren, Niederlommatzsch Göhrischgebiet; 1,5 km südöstlich Niederlommatzsch | Großenhainer Pflege, Elbezone Aufschluss, Felsenklippen Besteht hauptsächlich aus Biotitgranodiorit (Biotitmonzogranit); im Südwest-Teil 2 Rhyolith-Gänge; Gesteinsausbildung hier als Säulen; da der Biotitgranodiorit schneller verwitterte, treten die Gänge heute als Felskämme hervor, fallen steil zur Elbe ab                                                                | FND          |
| Biotitmonzogranit im Göhrischgebiet                              |                | 781       | Diera-Zehren, Niederlommatzsch Göhrischgebiet; 1,5 km südöstlich Niederlommatzsch. | Großenhainer Pflege, Elbezone Aufschluss Biotitmonzogranit (Meißner Hauptgranit) | FND          |
| Kaolingewinnung Seilitz                                          |                | 1032      | Diera-Zehren, Seilitz Nördlich von Seilitz | Mittelsächsisches Lößgebiet, Elbezone Aufschluss Kaolin über Dobritzer Quarzporphyren und Pechstein | unbekannt    |
| Ehemaliger Steinbruch Tummelsberg                                |                | 555       | Diera-Zehren, Wölkisch Unmittelbar südlich von Wölkisch an der B 6 | Mittelsächsisches Lößgebiet, Elbezone Aufschluss, aufgelassener Steinbruch Biotitmonzogranit mit aplitischen Gängen; im Ostteil Auflagerung von rötlichen Sandsteinen mit Konglomeratlagen (Trias/Buntsandstein); Ost-West-streichende Verwerfung als strat. Grenze; Erhaltung des Trias-Sediments durch tektonische Absenkungen südlich der Verwerfung                             |              |
| Buntsandstein bei der Karpfenschänke                             |                | 987       | Diera-Zehren, Zadel 750 m westnordwestlich der Karpfenschänke, 1,5 km südöstlich Zadel | Dresdner Elbtalweitung, Elbezone Aufschluss, Steinbruch Granit mit Gang von Zehrener Quarzporphyr, diskordant überlagert von Sandstein, Tonstein, Konglomerat des unteren Buntsandsteins, darauf Löß | unbekannt    |
| Syenodiorit am Heidelberg                                        |                | 500       | Ebersbach | Großenhainer Pflege, Elbezone Aufschluss | ND           |
| Ehemaliger Syenitbruch Ebersbach                                 |                | 780       | Ebersbach 1,3 km westlich Ebersbach | Großenhainer Pflege, Elbezone Aufschluss | FND          |
| Biotitgneis am Gasthof "Einheit"                                 |                | 464       | Großenhain Etwa in Ortsmitte Großenhain | Großenhainer Pflege, Elbezone Aufschluss | ND           |
| Kupferberg                                                       |                | 466       | Großenhain 1 km nordwestlich Weßnitz und 200 m südlich Bobersberg | Großenhainer Pflege, Elbezone Aufschluss | ND           |
| Biotitgneis-Falten von Wessnitz                                  |                | 465       | Großenhain, Weßnitz Unmittelbar westlich von Weßnitz | Großenhainer Pflege, Elbezone Aufschluss | ND           |
| Eisenbahneinschnitt in Zschauitz                                 |                | 548       | Großenhain, Zschauitz b. Großenhain 500 m westlich Zschuitz, 300 m südlich des Heiligen Grundes | Großenhainer Pflege, Elbezone Aufschluss, anthropogener Geländeeinschnitt | ND           |
| Steinbruch bei der ehemaligen Fichtenmühle                       |                | 1033      | Klipphausen, Garsebach 700 m nordöstlich Garsebach | Mittelsächsisches Lößgebiet, Elbezone Aufschluss, auflässiger Steinbruch | unbekannt    |
| Pechsteinklippen in Meißen-Garsebach                             |                | 540       | Klipphausen, Garsebach 1,5 km südwestlich Buschbad Meißen nördlich der Mittelmühle Garsebach, Pechsteinklippen | Mittelsächsisches Lößgebiet, Elbezone Aufschluss, Felsenklippen Ausgeprägte Klippenbildung der Garsebacher Schweiz, steile Felsen; entstanden als Schmelze aus Eruptionsspalten und rasche Erstarrung zu glasigen Gestein; hier Pechstein von vorwiegend grüner Farbe; Größe ca. 1,3 ha                                                                                             | ND           |
| Siluraufschluss bei Groitzsch                                    |                | 989       | Klipphausen, Groitzsch b. Meißen Am rechten Hang des Triebischtales im Wald, ca. 1 km westlich Groitzsch | Mulde-Lößhügelland, Elbezone Aufschluss, aufgelassener Steinbruch Fossillerer dolomitischer Kalkstein auf dünnbankiger Kieselschiefer-Tonschiefer-Wechsellagerung; in den Aufschluss reicht eine Schutthalde aus Devon-Diabas vom Hang oberhalb hinein | LSG          |
| Ehemaliges Kalkwerk Miltitz                                      | weitere Bilder | 480       | Klipphausen, Miltitz Bahngässchen 5 | Dresdner Elbtalweitung, Elbezone Aufschluss, aufgelassener Kalkbruch, ehemaliger Untertageabbau Felswand über dem Stollenmundloch und Besucherbergwergwerk |              |
| Ehemaliger Steinbruch Weitzschengrund                            |                | 475       | Klipphausen, Munzig 300 m südwestlich Weitzschen, kleiner Altsteinbruch fast vollständig verwachsen, in zwei Klippen am Böschungsfuß ist das Gestein noch gut aufgeschlossen                                                                           | Mittelsächsisches Lößgebiet, Elbezone Aufschluss, aufgelassener Steinbruch |              |
| Steinbruch Perne                                                 |                | 988       | Klipphausen, Perne (Groitzsch) 1,4 km östlich Rothschönberg und nördlich Groitzsch | Mulde-Lößhügelland, Elbezone Aufschluss, aufgelassener Steinbruch Kontaktmetamorphes Paläozoikum im Kontakthof des Meißener Massivs | unbekannt    |
| Minettegang bei der roten Mühle                                  |                | 1025      | Klipphausen, Rothschönberg Bei der Roten Mühle zwischen östlichem Ortsausgang von Deutschenbora und Rothschönberg | Mulde-Lößhügelland, Elbezone Aufschluss | unbekannt    |
| Mundloch des Rothschönberger Stollens                            | weitere Bilder | 957       | Klipphausen, Rothschönberg Im Triebischtal 400 m nordöstlich Rothschönberg | Mulde-Lößhügelland, Elbezone Geohistorisches Objekt, Stolln-Mundloch | LSG          |
| Röschenmundloch des Rothschönberger Stollens                     | weitere Bilder | 958       | Klipphausen, Rothschönberg Im Triebischtal 400 m nordöstlich Rothschönberg | Mulde-Lößhügelland, Elbezone Geohistorisches Objekt, Stolln-Mundloch | LSG          |
| Steinbruch im Triebischtal am Weinberg bei Rothschönberg         |                | 1026      | Klipphausen, Rothschönberg Zwischen Rothschönberg und Groitzsch | Mulde-Lößhügelland, Elbezone Aufschluss, auflässiger Steinbruch Zwischen phyllitischen Gesteinen und unterkarbonen Sedimenten der Groitzscher Mulde ist Diabastuffscholle freigelegt | unbekannt    |
| Ehemaliger Steinbruch Tännichtbach                               |                | 472       | Klipphausen, Rothschönberg 1,1 km südwestlich Rothschönberg, 500 m südlich der A4 | Mulde-Lößhügelland, Elbezone Aufschluss, aufgelassener Steinbruch Vollständig verwachsen |              |
| Kalkgrauwacken im Triebischtal                                   |                | 990       | Klipphausen, Tanneberg b. Meißen Weganschnitt unter der neuen Autobahnbrücke | Mittelsächsisches Lößgebiet, Elbezone Aufschluss Dezimetermächtige Bänke von Kalkgrauwacken mit dünnen Tonschieferzeischenlagen | LSG          |
| Tentakulitenkalk von Tanneberg                                   |                | 755       | Klipphausen, Tanneberg b. Meißen Am nördlichen Triebischtalhang (oberes Drittel) zwischen Tanneberg und Groitzsch südlich der neuen (nördlich der alten) Autobahntrasse; neben einem hangaufwärts streichenden morphologischen (Kieselschiefer-)Rücken | Mulde-Lößhügelland, Elbezone Aufschluss, Felsen und Hanganschnitt im Schiefer Kleiner Kalksteinfelsen aus schichtparallel zerschertem feinkörnigem Marmor, darüber phyllitische Tonschiefer mit nesterartig auftretenden Tentakuliten; dünne quarzitische Lagen |              |
| Halde des Wildemann-Erbstollens                                  |                | 524       | Klipphausen, Taubenheim | Elbezone Geohistorisches Objekt, Halde | unbekannt    |
| Hornblendendesyenogranodiorit an der Autobahnbrücke              |                | 498       | Klipphausen, Wilsdruff An der Autobahnbrücke nördlich Wilsdruff (Aufschluß verfüllt) | Mulde-Lößhügelland, Elbezone Aufschluss, Verfüllter Aufschluss | unbekannt    |
| Lößlehmgrube des VEB Baustoffwerkes Riesa                        |                | 635       | Lommatzsch Nordwest-Böschung der ehemaligen Ziegeleigrube, die mit Wasser gefüllt ist; Böschungshöhe über dem Wasser ca. 3 m | Elbezone Aufschluss, Lößlehmgrube Unter durchschnittlich 1,5 m mächtigem Lößlehm lagert 3,7 bis 6,1 m mächtiger Löß, darunter folgen Geschiebemergel, Bänderton sowie lokal Feinsande; die Grube ist wassererfüllt | unbekannt    |
| Felsen mit Gangbildungen bei Proschwitz                          |                | 782       | Meißen 0,5 km südlich des Ortsteils Proschwitz | Dresdner Elbtalweitung, Elbezone Aufschluss, Felsen Freistehender Felsen inmitten der Weinberge im LSG "Elbtal nördlich von Meißen"; mit reichem Ganggefolge (Aplit, Pegmatit, Lamprophyr) im Biotit-Hornblende-Monzodiorit des Meißner Massivs; öffentlicher Weg vorhanden; Größe ca. 0.02 ha                                                                                      | ND           |
| Steinbruch Clausmühle (Steinbruch Dobritz)                       |                | 542       | Meißen Südwestlich der ehemaligen Clausmühle, der Fa. Roter Granit Meißen GmbH | Mittelsächsisches Lößgebiet, Elbezone Aufschluss, aufgelassener Steinbruch | unbekannt    |
| Steinbruch Hirschnitz                                            |                | 164       | Meißen Im Ostteil der Stadt Meißen | Dresdner Elbtalweitung, Elbezone Aufschluss, Steinbruch Im Steinbruch steht ein grobkörniger quarzreicher Biotitgranit an; seine Farbe ist fleischrot mit grauen Einsprengungen | unbekannt    |
| Steinbruch im Joachimstal                                        |                | 759       | Meißen Im Joachimstal in Meißen, Ortsteil Zscheila, Platanenstraße 2 | Dresdner Elbtalweitung, Elbezone Aufschluss |              |
| Ehemaliger Silberbruch Meißen                                    |                | 496       | Meißen 1 km südöstlich Siebeneichen, unmittelbar an der B 6, am steilen linken Elbtalhang | Elbezone Aufschluss, aufgelassener Steinbruch Ca. 2 ha großer aufgelassener Steinbruch im Meißner Biotitmonzogranit-Massiv (frühere Bezeichnug: "Meißner Hauptgranit"); 70 m hohe, verwachsene Steinbruchwände | FND          |
| Steinbruch Beck (Werk II)                                        |                | 1052      | Meißen Östlich vom Bahnhof Meißen. | Dresdner Elbtalweitung, Elbezone Aufschluss, Steinbruch In den Steinbrüchen ist ein quarzreicher Biotitgranit aufgeschlossen; das Gestein hat fleischrote Farbe |              |
| Steinbruch Lorenz                                                |                | 986       | Meißen Granitsteinbruch südlich Zscheila; genaue Lage unsicher | Dresdner Elbtalweitung, Elbezone Aufschluss, Steinbruch Das Gestein besteht aus fleischrotem Feldspat, rauchgrauem oder blutrotem Quarz und schwarzen Biotitschuppen; dunkle feinkörnige Einschlüsse erreichen meist nur eine Größe von einigen Zentimetern, selten bis etwa 20 cm                                                                                                  | unbekannt    |
| Steinbruch Roter Meißner Granit (Werk I)                         |                | 497       | Meißen Steinweg, Stadtteil Cölln, in der Nähe der Elbe, gegenüber dem Bahnhof Meißen, an der Bahnlinie Dresden-Meißen | Westlausitzer Hügel- und Bergland, Elbezone Aufschluss, Steinbruch Der anstehende Granit ist grobkörnig, von fleischroter Farbe mit grauen Einsprengungen; mineralogisch besteht das Gestein aus fleischrotem Feldspat, rauchgrauem, seltener rötlichgrauem Quarz und Schuppen vom Biotit                                                                                           | unbekannt    |
| Steinbruch Rottewitz                                             |                | 758       | Meißen An der Elbtalstr. 200 m südwestlich Rottewitz | Mittelsächsisches Lößgebiet, Elbezone Aufschluss, aufgelassener Steinbruch |              |
| Steinbruch Schobert (Werk IV)                                    |                | 1053      | Meißen Innerhalb der Stadt Meißen, 1 km nordöstlich des Bahnhofs (?), 150 m bis zur Verbindungsstraße Großenhain-Meißen | Dresdner Elbtalweitung, Elbezone Aufschluss, Steinbruch Das aufgeschlossene Gestein ist ein grobkörniger, quarzreicher Riesensteingrant; rote Feldspate verleihen dem Gestein schöne fleischrote Farbe |              |
| Götterfelsen                                                     | weitere Bilder | 541       | Meißen 600 m östlich Meißen-Dobritz, nördlich der Kreuzung der Eisenbahnlinie mit der Triebisch | Mittelsächsisches Lößgebiet, Elbezone Aufschluss, Felsenklippen Mächtig entwickelte Pechsteinfelsen (schwarze Farbe); 64 m hoch; auf älteren Tuffen; Aufstieg der Schmelze auf Zufuhrspalte und deckenförmig seitlich übergeflossen; rasche Erstarrung der wasserreichen Gesteinsmasse; Größe ca. 3,4 ha                                                                            | FND          |
| Steinbruch Lange & Wolf (Werk III)                               |                | 1054      | Meißen Innerhalb der Stadt Meißen, 1 km nordöstlich des Bahnhofs (?), 150 m bis zur Verbindungsstraße Großenhain-Meißen | Dresdner Elbtalweitung, Elbezone Aufschluss, Steinbruch Im Steinbruch steht ein grobkörniger, fleischroter Granit an |              |
| Biotitgranodiorit von Winkwitz (Steinbruch Lorenz I)             |                | 495       | Meißen, Winkwitz Auf der rechten Elbseite, direkt an der Straße Meißen-Nünchritz | Elbezone Aufschluss, Steinbruch Der Bruch liegt im Bereich des Massivkernes, der vorwiegend aus dem Biotitgranit, dem sogenannten Hauptgranit, gebildet ist; in den Hauptgranit drangen mehrere Ganggesteine ein; einige von diesen sind im Steinbruch aufgeschlossen | unbekannt    |
| Ehemaliger Steinbruch an der Knorre                              |                | 492       | Meißen, Winkwitz Gegenüber der Gaststätte Knorre, 300 m vom südlichen Ortsausgang Winkwitz | Dresdner Elbtalweitung, Elbezone Aufschluss, aufgelassener Steinbruch Steiles Felsmassiv aus Hornblendegranodiorit (magmat. Tiefengestein); zahlreiche, beispielhaft entwickelte Ganggesteine (Schmelznachschübe); liegt am Rande des Monzonitvorkommens des Meißner Massivs; ca.50 x 60 m groß und 30 m hoch                                                                       | FND          |
| Ehemaliger Steinbruch unterhalb des Bergschlößchens              |                | 1008      | Nossen Nördlich Nossen, 100 m nördlich des Bergschlößchens | Mulde-Lößhügelland, Elbezone Aufschluss | unbekannt    |
| Steilufer der Mulde bei Nossen                                   |                | 1007      | Nossen Nördlich Nossen, westlich des Bergschlößchens | Mulde-Lößhügelland, Elbezone Relief / Landschaft, Prallhang Steinlufer (Prallhang), Felsen und Lesesteine aus Quarzitschiefer und Diabastuff-Schiefer | unbekannt    |
| Phyllitklippen beim Sportplatz Nossen                            |                | 1010      | Nossen Nördlich des Sportplatzes Nossen am rechten Talhang der Mulde | Mulde-Lößhügelland, Elbezone Aufschluss | unbekannt    |
| Ehemaliger Steinbruch an der Bastei Nossen                       |                | 1009      | Nossen Unterhalb der "Bastei" am rechten Hang des Muldetales südöstlich Nossen, 400 m nördlich des Sportplatzes | Mulde-Lößhügelland, Elbezone Aufschluss Serizitgneisbänke in Phyllit | unbekannt    |
| Steinbruch bei der Autobahnbrücke                                |                | 971       | Nossen Aufgelassener Steinbruch am rechten Hang des Muldetales etwa 800 m nordöstlich vom nördlichen Stadtrand Siebenlehn, 400 m nördlich der Autobahnbrücke                                                                                           | Mulde-Lößhügelland, Elbezone Aufschluss, auflässiger Steinbruch Rhyolith, teilweise Kaolinisiert, mit deutlicher Fluidaltextur | unbekannt    |
| Kieselschiefer von Starbach                                      |                | 478       | Nossen, Starbach im Ketzerbachtal am Westhang des Hulkenberges | Elbezone Aufschluss, auflässiger Steinbruch |              |
| Ehemaliger Steinbruch "Böser Bruder"                             | weitere Bilder | 494       | Nünchritz, Diesbar-Seußlitz An der Straße zwischen den Ortsteilen Diesbar und Seußlitz unweit der Elbe | Großenhainer Pflege, Elbezone Aufschluss, aufgelassener Steinbruch Steinbruch am rechten Elbtalhang; mittel- bis kleinkörnig, hellbläulicher bis hellrötlicher Biotitgranodiorit; prävarist. Magmatit mit gut entwickeltem Kluftsystem; hier Ausbildung. von aplitischen und pegmatischen Gängen; Fläche: 40 x 70 m, Höhe: 25 - 30 m                                                |              |
| Quarzporphyr von Laubach                                         |                | 543       | Priestewitz, Laubach Unmittelbar östlich Laubach | Großenhainer Pflege, Elbezone Aufschluss | unbekannt    |
| Himmelsbusch bei Radebeul                                        | weitere Bilder | 545       | Radebeul Im Bereich Oberkötzschen | Dresdner Elbtalweitung, Elbezone Aufschluss Hornblendeporphyritgang |              |
| Kleinteich und Flachmoor bei Boden                               |                | 757       | Radeburg, Boden b. Dresden 0,5 km nordöstlich Boden in der Radeburger Heide | Königsbrück-Ruhlander Heide, Lausitz-Riesengebirgsscholle Relief / Landschaft, Kleinteich und Flachmoor | FND          |
| Schieferberg von Strehla                                         |                | 477       | Strehla 1,6 km westsüdwestlich des Marktes von Strehla, am Nordhang des Schieferberges | Riesa-Torgauer Elbtal, Elbezone Relief / Landschaft | FND          |
| Ehemaliger Steinbruch Schönfeld                                  |                | 452       | Thiendorf, Schönfeld b. Großenhain Östlich Schönfeld, nördlich Kattenbachweg | Königsbrück-Ruhlander Heide, Lausitz-Riesengebirgsscholle Aufschluss, aufgelassener Steinbruch | ND           |
| Binnendünen bei Jacobsthal                                       |                | 634       | Zeithain, Jacobsthal | Riesa-Torgauer Elbtal, Elbezone Relief / Landschaft, Binnendünen | unbekannt    |